# Louis de Guise (1555–1588)
Louis de Guise forma spolszczona: Ludwik II Lotaryński (ur. 6 lipca 1555 w Dampierre, zm. 24 grudnia 1588 w Blois) – trzeci syn Franciszka de Guise i Anny d'Este. Arcybiskup Reims od 1574 do 1588.

## Życiorys
W wieku 19 lat został arcybiskupem Reims (26 grudnia 1574), w miejsce Karola de Guise. W tym samym roku został opatem Saint-Denis. 21 lutego 1578 został mianowany kardynałem.
Kardynał brał czynny udział w wojnach religijnych u boku swojego brata Henryka z Blizną.
Został zamordowany na rozkaz króla Henryka III na zamku w Blois 24 grudnia 1588, dzień do zamordowaniu jego brata, diuka. Ciała braci spalono, popioły wrzucono do Loary. Król próbował usprawiedliwić ten czyn niebezpieczeństwem jakie stwarzali Gwizjusze dla korony francuskiej. Nie powstrzymało to papieża Sykstusa V przed ekskomunikowaniem króla za zabójstwo kardynała (5 maja 1589).